# Пікуш Андрій Андрійович
Пікуш Андрій Андрійович (29 жовтня 1950, Петриківка, Дніпропетровська область) — народний художник України (2013), заслужений майстер народної творчості України (1981 р.), член Національної спілки художників України (з 1977 р.), лауреат Національної премії України імені Тараса Шевченка (2025) та премії імені Катерини Білокур (2009 р.)

## Біографія
- 29 жовтня 1950 р. — народження Андрія Андрійовича Пікуша
- 1957—1965 рр. — навчання в Петриківській середній школі
- 1961—1965 рр. — навчання у Петриківській філії Дніпропетровської дитячої художньої школи
- 1965—1969 рр. — навчання у Дніпропетровському державному художньому училищі за спеціальністю «Малярство та педагогіка»
- 1969—1971 рр. — служба в армії
- 1971—1974 рр. — праця на фабриці «Петриківський розпис»
- 1972—1981 рр. — педагогічна праця у Петриківській середній школі за сумісництвом
- 1981—1985 рр. — педагогічна робота у Петриківській філії дитячої художньої школи
- 1974—1991 рр. — праця в Експериментальному цеху Дніпропетровського художньо-виробничого комбінату Художнього фонду Спілки художників України
- 1991 р. — організував творче об'єднання «Петриківка» в якому народні майстри стали співвласниками підприємства

## Громадська діяльність
Пікуш А. А. брав участь у громадській роботі у Спілці художників України, обирався до правління Дніпропетровської обласної організації, виконував обов'язки голови правління Художнього фонду Дніпропетровської організації Спілки художників України, брав участь в організації будівництва нового приміщення Експериментальному цеху петриківського розпису у селі Петриківка.
На початку 2017 обраний головою Дніпропетровської обласної організації Національної спілки художників України.

## Основні твори
«Веселка» (1972), набір для галушок (1974), панно «Святкове» (1975), «Помідори та перець» (1976).

## Виставки
- 1983 р. — участь у Всесвітній виставці ЕКСПО — 83 «Людина та світ» (м.Монреаль, Канада)
- 1985 р. — перша персональна виставка у Дніпропетровському художньому музеї
- 1986 р. — представляв виставку петриківського розпису у Польщі (м.Варшава, м.Гданськ, м. Сопот)
- 1993 р. — участь у виставці петриківського розпису у Канаді (м.Вінніпег, м.Саскатун)
- 2000 р. — участь у виставці петриківського розпису у США (м.Чикаго, м.Філадельфія)
- 2001 р. — виставка петриківського розпису в Національному українському музеї США (м. Чикаго)
- 2003 р. — ретроспективна виставка «Немеркнучий світ петриківських розписів» у Музеї Народного декоративного мистецтва (м.Київ)
- 2015 р. — виставка робіт «Моя петриківська стежина» у Запорізькому обласному художньому музеї

## Нагороди
- 2009 р. — Нагороджений орденом «За заслуги» ІІІ ступеня

## Вихованці
- Заслужені майстри народної творчості України: Н. М. Рибак, М. І. Пікуш, В. І. Карпець, В. І. Міленко.
- Члени Національної спілки художників України: Л. Ф. Скляр, Т. Ф. Пата та ін.